# Petronia xanthocollis
Petronia xanthocollis là một loài chim trong họ Passeridae.